# Monnina virescens
Monnina virescens là một loài thực vật có hoa trong họ Polygalaceae. Loài này được Arechav. mô tả khoa học đầu tiên năm 1902.